# Wasserturm Forschungszentrum Karlsruhe

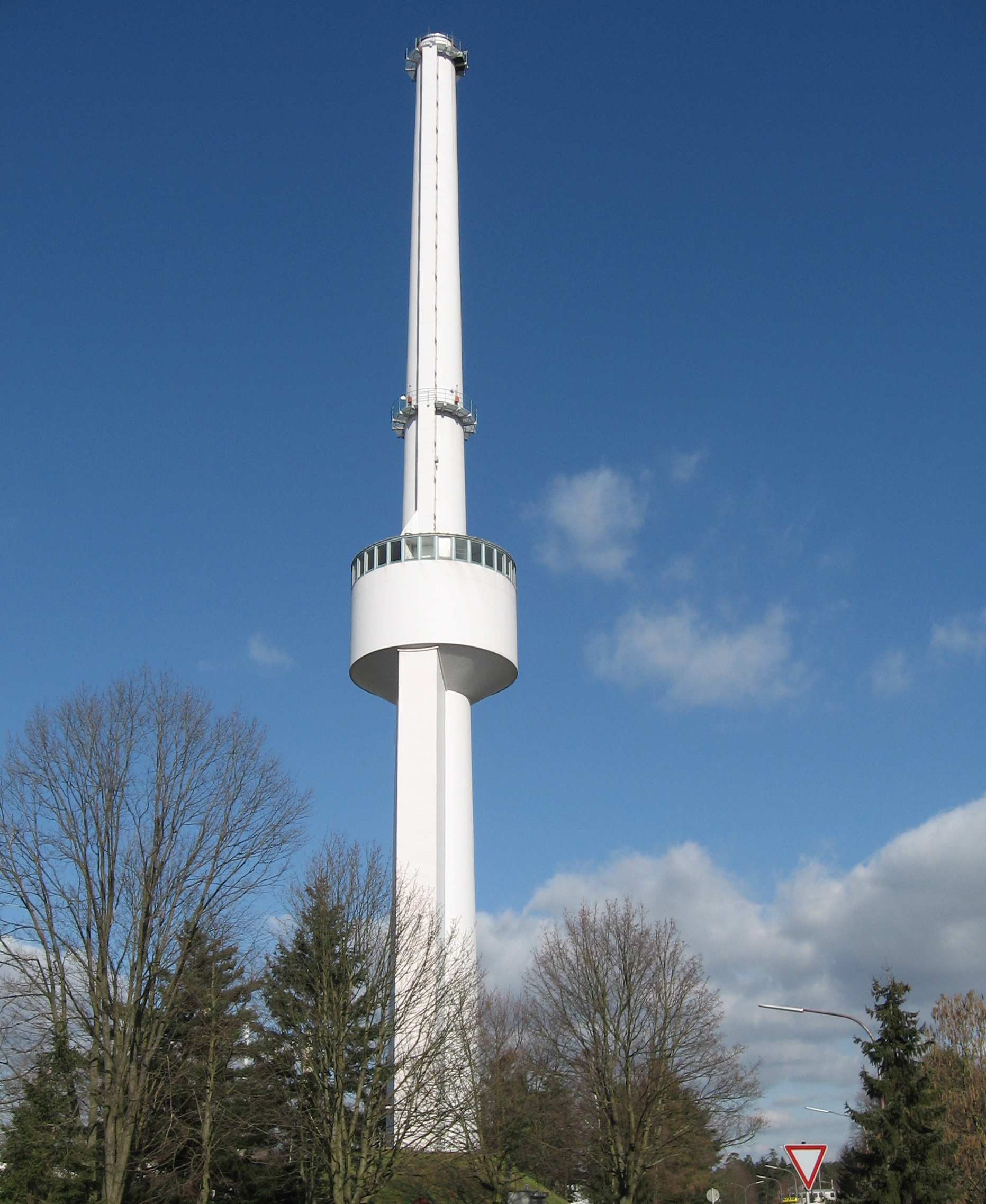
Wasserturm des Forschungszentrums Karlsruhe

Der Wasserturm Forschungszentrum Karlsruhe ist ein mit einem 3,55 Meter hohen, zylindrischen Wasserbehälter von 700 Kubikmeter Volumen in einer Höhe von 39 Metern ausgestatteter, 99,5 Meter hoher Kamin, der 1961 als Abluftkamin für den Forschungsreaktor 2 des Forschungszentrums Karlsruhe errichtet wurde. Oberhalb des Wasserbehälters, der auf einem zwei Meter hohen, kegeligen Untersatz ruht, befindet sich eine Galerie. Der Wasserturm des Forschungszentrums Karlsruhe ist einer der höchsten Wassertürme in Deutschland und einer der wenigen nach dem Zweiten Weltkrieg errichteten Kamine mit Wasserbehälter.